# ウィリアム・アザートン
ウィリアム・アザートン（William Atherton, 1947年7月30日 - ）は、アメリカ合衆国コネチカット州生まれの俳優・声優である。

## 来歴
コネチカット州のオレンジに生まれる。父は経済学者。役者を目指し高校時代から劇団に入っており、高校卒業後は様々な舞台へ出演。オフ・ブロードウェイデビューも果たした。
1972年に『センチュリアン』で映画デビューを果たし、しばらくは小さな役どころで細々と活動を続けていたのだが、1973年にスティーヴン・スピルバーグ監督の『続・激突!/カージャック』へ出演してゴールディ・ホーンの気弱な夫を演じた。それがきっかけで徐々に大きな役がつくようになり、1975年にジョン・シュレシンジャー監督の『イナゴの日』で主人公トッドを演じ、ビル・マーレイ主演の『ゴーストバスターズ』にアメリカ合衆国環境保護庁の小役人ペック役で出演。権力を笠に着た憎まれ役を嫌味たっぷりに演じてみせた。同作では大量のマシュマロ液を頭からかぶるシーンがあるのだが、その撮影時には怪我をしかけるほどだったらしく、彼の役者魂が垣間見られる。
『ダイ・ハード』と続編の『ダイ・ハード2』でも、傲慢だがどこか抜けているテレビ局記者を演じ、印象を残した。
上記の様に複数の著名な作品においてそれぞれ嫌味な役を演じたせいで、バーで喧嘩を売られたり、街中で子供達から馬鹿にされたりしたという。
映画の他にテレビやテレビアニメの声優としても活躍しており、近年ではトム・クルーズ、渡辺謙、真田広之らが出演の『ラスト サムライ』や、スティーヴン・セガール、栗山千明、大沢たかお出演の『イントゥ・ザ・サン』と、日本人俳優が出演した映画にも顔を出している。

## 主な出演作品

### 映画
| 公開年 | 邦題 原題                                                         | 役名                         | 備考           |
| ------ | ----------------------------------------------------------------- | ---------------------------- | -------------- |
| 1972   | センチュリアン The New Centurions                                 | ジョンソン                   |                |
| 1973   | 続・おもいでの夏 Class of '44                                     | 友愛会の会長                 |                |
| 1974   | 続・激突!/カージャック The Sugarland Express                      | クロヴィス                   |                |
| 1975   | イナゴの日 The Day of the Locust                                  | トッド・ハケット             |                |
| 1975   | ヒンデンブルグ The Henburg                                        | Boerth                       |                |
| 1977   | ミスター・グッドバーを探して Looking for Mr. Goodbar              | ジェームズ                   |                |
| 1984   | ゴーストバスターズ Ghost Busters                                  | ウォルター・ペック           |                |
| 1985   | 天才アカデミー Real Genius                                        | ジェリー・ハサウェイ教授     |                |
| 1986   | ノー・マーシィ/非情の愛 No Mercy                                  | アラン・デヴェニュー         |                |
| 1988   | ダイ・ハード Die Hard                                             | リチャード・ソーンバーグ     |                |
| 1988   | ダブル・エージェント2/重スパイ ヨーロッパ大逃亡 Intrigue          | Doggett                      | テレビ映画     |
| 1990   | 悪女の構図 Buried Alive                                           | コート・ヴァン・オーウェン   | テレビ映画     |
| 1990   | ダイ・ハード2 Die Hard 2                                          | リチャード・ソーンバーグ     |                |
| 1991   | オスカー Oscar                                                    | オーヴァートン               |                |
| 1992   | クローム・ソルジャー Chrome Soldiers                              | ブラックウェル               | テレビ映画     |
| 1993   | ペリカン文書 The Pelican Brief                                    | ボブ                         |                |
| 1994   | セインツ&シナーズ/運命のふたり Saints and Sinners                 | テレンス・マッコーン         |                |
| 1995   | ワイルド・ガンズ Frank & Jesse                                    | アラン・ピンカートン         |                |
| 1995   | LEVEL4 Virus                                                      | レジナルド・ホロウェイ       | テレビ映画     |
| 1995   | 告発文書 Broken Trust                                             | ローマー                     | テレビ映画     |
| 1996   | バイオドーム Bio-Dome                                             | Dr. Noah Faulkner            |                |
| 1996   | アイアン・ウーマン Raven Hawk                                     | フィリップ・ソーン           | テレビ映画     |
| 1997   | 奴らに深き眠りを Hoodlum                                          | トマス・デューイー           |                |
| 1997   | ホワイトハウス/殺人連鎖 Executive Power                           | フィールズ大統領             | ビデオ映画     |
| 1997   | マッド・シティ Mad City                                           | ドーレン                     |                |
| 1999   | アカデミー 栄光と悲劇 Introducing Dorothy Dandridge               | ダリル・ザナック             | テレビ映画     |
| 2000   | クロウ 復讐の翼 The Crow: Salvation                               | ネイサン・ランデル           |                |
| 2001   | スペース・ミッション 宇宙への挑戦 Race to Space                   | ラルフ・スタントン           |                |
| 2003   | ラスト サムライ The Last Samurai                                  | Winchester Rep               |                |
| 2005   | イントゥ・ザ・サン Into the Sun                                   | ブロック捜査官               |                |
| 2005   | 黒い薔薇 Gone But Not Forgotten                                   | レイ・コルビー               | テレビ映画     |
| 2005   | 脳内監禁 〜nijyujinkaku〜 Headspace                               | アイラ・ゴールド博士         | 日本劇場未公開 |
| 2007   | 隣の家の少女 The Girl Next Door                                   | デヴィッド・モーラン（大人） |                |
| 2008   | 決断の45口径 Aces 'N' Eights                                      | ハワード                     | テレビ映画     |
| 2008   | ビレッヂ 生贄の森 Ghouls                                          | ステファン                   | テレビ映画     |
| 2010   | デッドライン THE LAST MISSION The Kane Files: Life of Trial       | ダニエル・モーガン           | 日本劇場未公開 |
| 2012   | ジョーズ・リターン Jersey Shore Shark Attack                      | ドーラン                     | テレビ映画     |
| 2014   | バトル・オブ・アース 闇の種族と光の戦士 Jinn                      | ウェストホフ神父             | 日本劇場未公開 |
| 2017   | クリニカル Clinical                                               | テリー                       |                |
| 2024   | ゴーストバスターズ/フローズン・サマー Ghostbusters: Frozen Empire | ウォルター・ペック市長       |                |

### テレビシリーズ
| 放映年           | 邦題 原題                                                  | 役名                                                   | 備考                                                                                |
| ---------------- | ---------------------------------------------------------- | ------------------------------------------------------ | ----------------------------------------------------------------------------------- |
| 1978-1979        | 遥かなる西部 Centennial                                    | ジム・ロイド                                           | 計10話出演                                                                          |
| 1985, 1987       | トワイライトゾーン Twilight Zone                           |                                                        | 計2話出演                                                                           |
| 1991             | ハリウッド・ナイトメア Tales from the Crypt                | マルコム・メイフラワー                                 | エピソードEasel Kill Ya                                                             |
| 1985, 1987, 1991 | ジェシカおばさんの事件簿 Murder, She Wrote                 | ラリー・ホレラン グレッグ・ダルトン アンディ・ヘンレイ | 『スポットライトが死を照らす』(1985) 『停電は殺しのチャンス』(1987) Judge Not(1991) |
| 1996             | 刑事ナッシュ・ブリッジス Nash Bridges                      | ライナス・ミルズ                                       | 計1話出演                                                                           |
| 1998             | アウター・リミッツ The Outer Limits                        | フランクリン・マードック                               | 計1話出演                                                                           |
| 1997, 1999       | ザ・プラクティス ボストン弁護士ファイル The Practice       | キース・プラット検事                                   | 計3話出演                                                                           |
| 2001             | ナイトビジョン Night Visions                               | ウィリアム・プライス                                   | 計1話出演                                                                           |
| 2002, 2004       | ロー&オーダー Law & Order                                  |                                                        | 計2話出演                                                                           |
| 2005             | ボストン・リーガル Boston Legal                            | ハワード・ゼイル検事補                                 | 計1話出演                                                                           |
| 2006             | スターゲイト SG-1 Stargate SG-1                            | Emissary Varta                                         | 計1話出演                                                                           |
| 2006             | デスパレートな妻たち Desperate Housewives                  | バー博士                                               | 計2話出演                                                                           |
| 2007             | NUMBERS 天才数学者の事件ファイル Numb3rs                   | ピアース                                               | 計1話出演                                                                           |
| 2008             | 名探偵モンク Monk                                          | ネイサン・ウィテカー                                   | 計1話出演                                                                           |
| 2008-2009        | Life 真実へのパズル Life                                   | ミッキー・レイボーン                                   | 計8話出演                                                                           |
| 2010             | LOST Lost                                                  | レイノルズ校長                                         | 第6シーズン第7話「ライナス博士」                                                    |
| 2010             | LAW & ORDER:性犯罪特捜班 Law & Order: Special Victims Unit | ネッド・ボグデン                                       | 計1話出演                                                                           |
| 2010             | ザ・グレイズ 〜フロリダ殺人事件簿 The Glades               | ビッグ・ジャック・ハスカー                             | 計1話出演                                                                           |
| 2011             | キャッスル 〜ミステリー作家は事件がお好き Castle           | アリ・ウェイス博士                                     | 第4シーズン第3話「君と永遠に」                                                      |
| 2013             | DEFIANCE/ディファイアンス Defiance                         | メルカード総督                                         | 計5話出演                                                                           |

### テレビアニメ
- ジャスティス・リーグ Justice League (2003)